# Maiestas illustris
Maiestas illustris är en insektsart som beskrevs av William Lucas Distant 1917. Maiestas illustris ingår i släktet Maiestas och familjen dvärgstritar. Inga underarter finns listade i Catalogue of Life.